# Encyclops viridipennis
Encyclops viridipennis là một loài bọ cánh cứng trong họ Cerambycidae.